# Sybel
Sybel est une application de podcasts française sur abonnement, lancée en 2019.

## Historique
En février 2018, l'ex-dirigeante de M6 Web Virginie Maire s'associe avec le producteur de télévision Matthieu Viala pour fonder une application de podcasts sur abonnement, Sybel. Un an plus tard, la société parvient à lever 5 millions d'euros auprès du fonds luxembourgeois Mangrove Capital Partners et de plusieurs investisseurs tels que l'entrepreneur Thibaud Elzière.
Sybel est lancé en version gratuite le 22 février 2019. Inspirée du modèle de Netflix dans le streaming vidéo, l'application se distingue en misant sur la fiction audio et le documentaire plutôt que sur les podcasts d'actualité. Sybel lance sa première série audio (The Race, sur la cavale du rappeur Tay-K) en juin 2019.
En vue d'une deuxième levée de fonds, Sybel lance une version anglophone de l'application fin 2019 et hispanophone l'année suivante,. Sybel bascule sur un modèle payant en juin 2020, visant 150.000 abonnés à terme. Soutenue par le fonds Alexa d'Amazon, l'application multiplie les partenariats commerciaux (SFR, Renault, pass Culture, etc.).
En 2021, Sybel élargit sa ligne éditoriale avec l'agrégation de podcasts natifs indépendants et de contenus produits par Radio France. Le service réintègre alors un modèle hybride mi-gratuit (avec publicité), mi-payant.	Sybel entame un virage vers le Web3 et les NFT en juin 2022, ayant pour objectif de mieux rémunérer les créateurs de contenu et récompenser les auditeurs par leurs écoutes. Cette activité est dissociée de la marque Sybel en novembre de la même année.
Les productions originales de Sybel intègrent l'offre payante d'Apple Podcasts en juin 2023. Les dirigeants de la plateforme se mettent ensuite à la recherche de nouveaux actionnaires. D'après l'info-mémo transmis aux potentiels acquéreurs (révélé par La Lettre), Sybel aurait 20.000 abonnés payants et revendiquerait un revenu annuel récurrent de 550.000 euros.

## Identité visuelle

Logo de Sybel de 2019 à 2020.
Logo de Sybel depuis 2020.